# Jacob de Voocht
Jacob de Voocht (ca. 1430-1493), ook De Vooght, was ridder en burgemeester van Brugge.

## Levensloop
Jacob was een zoon van Bartholomeus de Voocht (†1459) en van die zijn eerste vrouw Anna van Dixmude. Bartholomeus was schout van Brugge. Dit echtpaar had zeven kinderen.
Jacob trouwde met Josine van der Beurse en ze kregen zes kinderen. Hij werd in 1473 burgemeester van de raadsleden in Brugge.
Hij was vooral een hoveling en standaarddrager bij Karel de Stoute en nadien bij Maria van Bourgondië en Maximiliaan van Oostenrijk. Hij werd gouverneur van de stad Damme en was commissaris, namens de hertog, voor de vernieuwingen van de gemeentebesturen in Vlaanderen. Hij nam in 1479 deel aan de Slag bij Guinegate en werd bij die gelegenheid tot ridder geslagen.
In 1491-1492 was hij burgemeester van de schepenen van Brugge. Hij was voordien, na het ene jaar van burgemeesterschap van de raadsleden, geen lid geweest van het stadsbestuur. Zijn benoeming tot burgemeester van de schepenen gebeurde in het kader van de verzoening van de stad Brugge met Maximiliaan van Oostenrijk, na verschillende jaren hevige strijd.
Het was meteen het einde van zijn activiteiten, aangezien hij in 1493 overleed.